# Braidwood (Illinois)
Braidwood je grad u američkoj saveznoj državi Ilinois. Prema popisu stanovništva iz 2010. u njemu je živjelo 6.191 stanovnika.